# Anna Kljestowa
Anna Andrijiwna Kljestowa (ukrainisch Анна Андріївна Клєстова, englische Transkription: Anna Klyestova, geb. Kotljar, ukrainisch Котляр, englisch Kotlyar; * 15. November 1995 in Charkiw) ist eine ukrainische Billardspielerin, die überwiegend in der Billardvariante Pyramide antritt.
Die fünfmalige ukrainische Meisterin wurde 2017 Weltmeisterschaftsdritte in der Disziplin Kombinierte Pyramide. Zuvor gewann sie 2011 als erste Ukrainerin die Jugend-WM und 2012 die Jugend-EM.

## Leben
Anna Kljestowa wurde 1995 in Charkiw geboren und wuchs als Einzelkind auf. Als sie neun Monate alt war, zog ihre Familie nach Kyjiw. Nach dem Schulabschluss studierte sie ab 2013 an der Nationalen Taras-Schewtschenko-Universität.
Sie ist seit 2021 mit Andrij Kljestow verheiratet, den sie bei Billardturnieren in Kyjiw kennenlernte. Sie sind Eltern einer Tochter (* 2023).
Zu ihren Hobbys gehört Bildstickerei.

## Karriere

### Pyramide
Anna Kljestowa kam als Kind durch ihren Vater, der sie gelegentlich zum Billardspielen mitnahm, zum Billard und begann im Alter von acht Jahren, regelmäßig zu trainieren.
Im April 2009 gewann Kljestowa ihren ersten von vier ukrainischen Jugendmeistertiteln. Im selben Jahr nahm sie bei den Damen erstmals an der nationalen Meisterschaft teil und kam auf den fünften Rang.
Im Januar 2010 zog Kljestowa bei der ukrainischen Meisterschaft in der Kombinierten Pyramide ins Endspiel ein, in dem sie Sarjana Prytuljuk mit 3:5 unterlag. Im selben Jahr gelangte sie auch bei der Freie-Pyramide-Meisterschaft ins Finale und verlor erneut gegen Prytuljuk (3:6), während sie im ukrainischen Pokal einmal das Halbfinale erreichte. Im Oktober folgte in Willingen ihre erste Teilnahme an einer Weltmeisterschaft der Erwachsenen, bei der sie sieglos ausschied.
Nachdem sie bei ihren ersten internationalen Jugendmeisterschaften (EM 2009, WM 2010) in der Vorrunde gescheitert war, zog sie bei der Jugendeuropameisterschaft 2011 ins Halbfinale ein, in dem sie der späteren Turniersiegerin Xenija Krjukowa unterlag. Im August 2011 wurde Kljestowa durch einen 4:1-Finalsieg gegen Oksana Podkalenko erstmals ukrainische Meisterin der Erwachsenen in der Disziplin Dynamische Pyramide. Einen Monat später gewann sie im Endspiel gegen Jekaterina Lepinskaja mit 4:3 als bislang einzige nicht aus Russland stammende Spielerin die Jugendweltmeisterschaft in der Freien Pyramide. Im weiteren Jahresverlauf schied sie bei der Damen-WM erneut in der Vorrunde aus und erreichte das Viertelfinale beim Kremlin Cup und einmal das Endspiel beim ukrainischen Pokal, das sie mit 1:4 gegen Marija Pudowkina verlor.
Beim Auftaktturnier des ukrainischen Pokals 2012 gelang Kljestowa gegen Pudowkina die Revanche und mit 5:3 sicherte sie sich ihren ersten Pokalsieg. Im April wurde sie durch einen 4:2-Sieg gegen ihre Landsfrau Oksana Krasko Jugendeuropameisterin. 2012 nahm sie regelmäßig am Weltcup teil; nachdem sie beim ersten Turnier das Halbfinale erreicht hatte, zog sie beim dritten Turnier ins Finale ein, in dem sie sich der Russin Polina Jaroschewitsch mit 3:4 geschlagen geben musste. Daneben erreichte sie 2012 bei den Damen unter anderem bei der EM, der Freie-Pyramide-WM und der Dynamische-Pyramide-WM das Viertelfinale und beim Kremlin Cup das Achtelfinale. Auf nationaler Ebene gewann sie 2012 die Bronzemedaille in der Kombinierten Pyramide und wurde nach einer 2:5-Niederlage gegen Anastassija Kowalenko Vizemeisterin in der Freien Pyramide. Beim Finalturnier des ukrainischen Pokals 2012 erreichte sie das Halbfinale.
2013 erreichte Kljestowa bei der Jugend-EM das Halbfinale und schied bei der Jugend-WM in der Vorrunde aus. Auf internationaler Ebene gehörten zu ihren besten Ergebnissen in diesem Jahr das Erreichen des Achtelfinales beim Kremlin Cup und bei der Freie-Pyramide-WM musste sie eine Auftaktniederlage hinnehmen. Im Oktober 2013 wurde sie durch einen 5:2-Finalsieg gegen Wiktorija Iwanowa zum zweiten Mal ukrainische Meisterin in der Dynamischen Pyramide. In der Pokalserie gelangte sie im selben Jahr zweimal ins Halbfinale.
Im Mai 2014 gewann Kljestowa im Finale gegen Sarjana Prytuljuk (6:1) das Kyjiwer Kastanienturnier und wenig später zog sie im ukrainischen Pokal ins Endspiel ein, in dem sie Wlada Kudizka mit 3:5 unterlag. Bei den weiteren Turnieren des Jahres blieb sie erfolglos, so scheiterte sie etwa bei der nationalen Meisterschaft und bei der EM 2014 in der Vorrunde und schied beim Kremlin Cup in der Runde der letzten 32 aus.
Im Sommer 2015 erreichte Kljestowa beim Kyjiwer Kastanienturnier und bei der Europameisterschaft das Viertelfinale, in dem sie sich der späteren Europameisterin Kazjaryna Perepetschajewa mit 1:5 geschlagen geben musste. Auch bei der Dynamische-Pyramide-WM 2015 im finnischen Imatra gelangte sie unter die letzten acht und unterlag dort der Belarussin Wijaleta Klimawa.
Anfang 2016 zog Kljestowa bei der Kombinierte-Pyramide-WM ins Viertelfinale ein und verlor gegen Kazjaryna Perepetschajewa. Im September kam sie zum ersten Mal seit zwei Jahren bei einer nationalen Meisterschaft über das Viertelfinale hinaus und erreichte in der Freien Pyramide das Endspiel, in dem sie Schanna Schmattschenko (2:5) unterlag. Nachdem sie beim Kremlin Cup im Sechzehntelfinale und bei den Lviv Open sowie bei der Freie-Pyramide-WM in der Vorrunde ausgeschieden war, gewann sie im Dezember 2016 durch einen 5:4-Sieg gegen Anastassija Kowalenko das Finalturnier des ukrainischen Pokals.
Im Februar 2017 wurde Kljestowa erstmals ukrainische Meisterin in der Disziplin Kombinierte Pyramide, nachdem sie im Finale Schanna Schmattschenko mit 4:2 besiegt hatte. Wenig später belegte sie bei der nationalen Studentenmeisterschaft und im ukrainischen Pokal den dritten Platz. Im April 2017 gewann sie als erste Ukrainerin eine Medaille bei der Kombinierte-Pyramide-WM; nachdem sie Anastassija Kowalenko und Wiktorija Iwanowa besiegt hatte, unterlag sie im Halbfinale der späteren Weltmeisterin Diana Mironowa (0:4). Im weiteren Jahresverlauf schied sie unter anderem beim Moskauer Bürgermeisterpokal und beim Kremlin Cup in der Runde der letzten 32 aus und bei der ukrainischen Freie-Pyramide-Meisterschaft in der Vorrunde, bevor sie beim Finalturnier des ukrainischen Pokals ins Endspiel einzog und gegen Anastassija Kowalenko mit 3:5 verlor. Kurz danach unterlag sie auch im Finale der absoluten ukrainischen Meisterschaft Kowalenko, diesmal mit 1:2.
Bei den ukrainischen Meisterschaften 2018 gelangte Kljestowa in allen drei Disziplinen ins Endspiel und verlor jeweils, in der Kombinierten Pyramide gegen Anastassija Kowalenko (3:4), in der Dynamischen Pyramide gegen Oksana Krasko (4:5) und in der Freien Pyramide gegen Ljubow Schyhajlowa (1:5). Im Triathlon, dem Wettbewerb aus allen drei Disziplinen, hingegen gewann sie im Finale gegen Marija Pudowkina (2:0). Daneben gewann sie 2018 die ukrainische Studentenmeisterschaft (4:0 gegen Wlada Kudizka) und zwei Turniere des ukrainischen Pokals (4:3 gegen Karyna Werschykowska und 5:2 gegen Chrystyna Schewtschenko). Auf internationaler Ebene erreichte sie im selben Jahr beim Moskauer Bürgermeisterpokal und bei der Freie-Pyramide-WM das Viertelfinale, in dem sie jeweils der späteren Finalistin Anastassija Kowalenko unterlag.
Anfang 2019 gewann Kljestowa bei der ukrainischen Kombinierte-Pyramide-Meisterschaft die Bronzemedaille und wurde zum zweiten Mal in Folge nationale Studentenmeisterin. Bei den Weltmeisterschaften 2019 erreichte sie das Achtelfinale in der Kombinierten Pyramide und das Viertelfinale in der Freien Pyramide. Daneben schied sie 2019 beim Moskauer Bürgermeisterpokal in der Vorrunde aus und erreichte beim Kremlin Cup das Achtelfinale. Im August 2019 wurde sie bei der ukrainischen Dynamische-Pyramide-Meisterschaft Dritte und einen Monat später gewann sie den ukrainischen Pokal in der Kombinierten Pyramide durch einen 4:0-Finalsieg gegen Oleksandra Chomitschewa.
Im Januar 2020 nahm Kljestowa erstmals an einem Turnier der Baltic Pyramid League teil und schied bei dem Turnier in Hrodna in der Runde der letzten 64 aus. Während sie auch bei den meisten anderen Turnieren des Jahres früh ausschied, so etwa beim Wertikal-Pokal und beim Imperial-Pokal, erreichte sie bei der ukrainischen Kombinierte-Pyramide-Meisterschaft 2020 das Halbfinale.
Im März 2021 wurde Kljestowa durch einen 4:1-Finalsieg gegen Marija Skotschuk ukrainische Meisterin in der Kombinierten Pyramide. Wenige Wochen später gewann sie auch in der Dynamischen Pyramide, diesmal besiegte sie Marija Pudowkina (4:3) im Endspiel. Daneben nahm sie im selben Jahr nur an wenigen kleineren Turnieren teil.
Beim Auftaktturnier des ukrainischen Pokals 2022 erreichte sie das Halbfinale. Nach Beginn des russischen Überfalls auf die Ukraine nahm Kljestowa in Kyjiw ab Mai regelmäßig an Turnieren der Serie Slawa Ukrajini teil, einer Benefizturnierserie zugunsten der ukrainischen Streitkräfte. Bei ihrer zweiten Teilnahme besiegte sie unter anderem Ihor Melnykow, Wolodymyr Perkun und Dmytro Ossypenko und zog ins Endspiel ein, in dem sie auf ihren Ehemann Andrij Kljestow traf. Wegen der knappen Zeit bis zum Beginn der kriegsbedingten Ausgangssperre wurde die auf 5 Gewinnspiele angesetzte Begegnung mit einem Stand von 4:4 begonnen und Kljestowa gewann das entscheidende Spiel. In den folgenden Wochen gewann Kljestowa drei weitere Turniere der Serie im Finale gegen Kljestow. Zudem gewann sie 2022 zwei Turniere des UBA-Pokals und erreichte beim ukrainischen Unabhängigkeitspokal als beste Frau das Achtelfinale, in dem sie sich Wolodymyr Perkun mit 0:5 geschlagen geben musste.

### Poolbillard
Kljestowa nahm 2012 an der ukrainischen Meisterschaft im Poolbillard teil. Sie trat in den Disziplinen 8-Ball und 9-Ball an und schied in der Vorrunde aus. 2017 belegte sie bei der ukrainischen Universitätsmeisterschaft im 9-Ball den fünften Platz.

## Erfolge
| Ergebnis   | Jahr    | Turnier                                       | Finalgegnerin           | Endstand |
| ---------- | ------- | --------------------------------------------- | ----------------------- | -------- |
| Finalistin | 2010    | Ukrainische Meisterschaft (Komb. Pyr.)        | Sarjana Prytuljuk       | 3:5      |
| Finalistin | 2010    | Ukrainische Meisterschaft (Fr. Pyr.)          | Sarjana Prytuljuk       | 3:6      |
| Siegerin   | 2011    | Ukrainische Meisterschaft (Dyn. Pyr.)         | Oksana Podkalenko       | 4:1      |
| Siegerin   | 2011    | Jugendweltmeisterschaft (Fr. Pyr.)            | Jekaterina Lepinskaja   | 4:3      |
| Finalistin | 2011    | Ukrainischer Pokal (Fr. Pyr.)                 | Marija Pudowkina        | 1:4      |
| Siegerin   | 2012/1  | Ukrainischer Pokal (Fr. Pyr.)                 | Marija Pudowkina        | 5:3      |
| Siegerin   | 2012    | Jugendeuropameisterschaft (Fr. Pyr.)          | Oksana Krasko           | 4:2      |
| Finalistin | 2012/3  | Freie-Pyramide-Weltcup                        | Polina Jaroschewitsch   | 3:4      |
| Finalistin | 2012    | Ukrainische Meisterschaft (Fr. Pyr.)          | Anastassija Kowalenko   | 2:5      |
| Siegerin   | 2013    | Ukrainische Meisterschaft (Dyn. Pyr.)         | Wiktorija Iwanowa       | 5:2      |
| Siegerin   | 2014    | Kyjiwer Kastanienturnier                      | Sarjana Prytuljuk       | 6:1      |
| Finalistin | 2014    | Ukrainischer Pokal (Fr. Pyr.)                 | Wlada Kudizka           | 3:5      |
| Finalistin | 2016    | Ukrainische Meisterschaft (Fr. Pyr.)          | Schanna Schmattschenko  | 2:5      |
| Siegerin   | 2016    | Ukrainischer Pokal (Fr. Pyr.) – Finale        | Anastassija Kowalenko   | 5:4      |
| Siegerin   | 2017    | Ukrainische Meisterschaft (Komb. Pyr.)        | Schanna Schmattschenko  | 4:2      |
| Finalistin | 2017    | Ukrainischer Pokal (Fr. Pyr.)                 | Anastassija Kowalenko   | 3:5      |
| Finalistin | 2017    | Absolute ukrainische Meisterschaft            | Anastassija Kowalenko   | 1:2      |
| Finalistin | 2018    | Ukrainische Meisterschaft (Komb. Pyr.)        | Anastassija Kowalenko   | 3:4      |
| Siegerin   | 2018    | Ukrainische Studentenmeisterschaft (Fr. Pyr.) | Wlada Kudizka           | 4:0      |
| Siegerin   | 2018    | Ukrainische Meisterschaft (Triathlon)         | Marija Pudowkina        | 2:0      |
| Finalistin | 2018    | Ukrainische Meisterschaft (Dyn. Pyr.)         | Oksana Krasko           | 4:5      |
| Siegerin   | 2018    | Ukrainischer Pokal (Komb. Pyr.)               | Karyna Werschykowska    | 4:3      |
| Finalistin | 2018    | Ukrainische Meisterschaft (Fr. Pyr.)          | Ljubow Schyhajlowa      | 1:5      |
| Siegerin   | 2018    | Ukrainischer Pokal (Fr. Pyr.)                 | Chrystyna Schewtschenko | 5:2      |
| Siegerin   | 2019    | Ukrainische Studentenmeisterschaft (Fr. Pyr.) | Ljubow Schyhajlowa      | (4:3) 1  |
| Siegerin   | 2019    | Ukrainischer Pokal (Komb. Pyr.)               | Oleksandra Chomitschewa | 4:0      |
| Siegerin   | 2021    | Ukrainische Meisterschaft (Komb. Pyr.)        | Marija Skotschuk        | 4:1      |
| Siegerin   | 2021    | Ukrainische Meisterschaft (Dyn. Pyr.)         | Marija Pudowkina        | 4:3      |
| Siegerin   | 2022/10 | Slawa Ukrajini                                | Andrij Kljestow         | 5:4      |
| Siegerin   | 2022/11 | Slawa Ukrajini                                | Andrij Kljestow         | 5:4      |
| Siegerin   | 2022/13 | Slawa Ukrajini                                | Andrij Kljestow         | 1:0      |
| Finalistin | 2022/15 | Slawa Ukrajini                                | Andrij Kljestow         | 4:5      |
| Siegerin   | 2022/16 | Slawa Ukrajini                                | Andrij Kljestow         | (3:1) 1  |
| Siegerin   | 2022/1  | UBA-Pokal (Himars Open)                       | Oleksandr Karpow        | 4:1      |
| Siegerin   | 2022/2  | UBA-Pokal                                     | Dmytro Ossypenko        | 4:3      |

## Teilnahmen an Weltmeisterschaften
| Disziplin            | 2009              | 2010              | 2011              | 2012              | 2013              | 2014              | 2015              | 2016  | 2017  | 2018  | 2019  | 2020  | 2021  | 2022  |
| -------------------- | ----------------- | ----------------- | ----------------- | ----------------- | ----------------- | ----------------- | ----------------- | ----- | ----- | ----- | ----- | ----- | ----- | ----- |
| Freie Pyramide       | –                 | R                 | R                 | VF                | L32               | –                 | –                 | R     | n. a. | VF    | VF    | n. a. | –     | –     |
| Dynamische Pyramide  | n. a.             | n. a.             | n. a.             | VF                | n. a.             | n. a.             | R                 | n. a. | n. a. | –     | n. a. | n. a. | n. a. |       |
| Kombinierte Pyramide | nicht ausgetragen | nicht ausgetragen | nicht ausgetragen | nicht ausgetragen | nicht ausgetragen | nicht ausgetragen | nicht ausgetragen | VF    | HF    | n. a. | AF    | n. a. | n. a. | n. a. |

| Legende | Legende                               |
| ------- | ------------------------------------- |
| S       | Siegerin                              |
| F       | Finalistin                            |
| HF      | Halbfinalistin                        |
| VF      | Viertelfinalistin                     |
| AF      | Achtelfinalistin                      |
| LX      | Niederlage in der Runde der letzten X |
| R2      | Niederlage in Runde 2                 |
| R       | Vorrundenaus/Niederlage in Runde 1    |
| –       | nicht teilgenommen                    |
| n. a.   | nicht ausgetragen                     |